# 酸化ガリウム(III)
酸化ガリウム(III)（さんかガリウム）は化学式Ga2O3で表される無機化合物である。化学気相成長法によって半導体素子の合成の一部に用いられる。

## 合成
酸化ガリウム(III)は酸性もしくは塩基性のガリウム塩溶液を中和することによって沈殿として得られる。また、金属ガリウムを空気中で加熱したり、200-250 ℃で硝酸ガリウム(III)を熱分解させることによっても得られる。酸化ガリウム(III)はα、β、γ、δ、εの5つの異なる形を取る。これらの内、β-酸化ガリウム(III)が最も安定な形である。
- β-Ga2O3は硝酸ガリウム(III)、酢酸ガリウム(III)、シュウ酸ガリウム(III)その他ガリウム(III)の有機誘導体を1000 ℃で加熱することによって得られる。
- α-Ga2O3はβ-Ga2O3を65 kbar、1100 ℃で1時間加熱することで得られる。水和物は水酸化ガリウムを500 ℃で分解することによって得られる。
- γ-Ga2O3は水酸化ガリウムのゲルを400から500 ℃で急速に加熱することで得られる。
- δ-Ga2O3は硝酸ガリウム(III)を250 ℃で加熱することによって得られる。
- ε-Ga2O3はδ-Ga2O3を550 ℃で30分間加熱することによって得られる[4]。

## 結晶構造
β-酸化ガリウム(III)は融点が1740 ℃であり、最も安定した形である。歪んだ立方最密充填構造の配列をとり、歪んだ四面体および八面体構造を有する。Ga-Oの結合距離はそれぞれ1.83、2.00 Åである。β-酸化ガリウム(III)の安定性はこれらの構造の歪みに起因している。

## 用途
酸化ガリウム(III)は重要な機能性材料である。レーザーや蛍光体、発光材料の用途について研究されており、触媒能を有していることが示され、また半導体接合部の絶縁障壁としても利用される。
安定酸化物である単斜晶系β-酸化ガリウム(III)はガスセンサーや蛍光体、発光体、太陽電池セルの誘電コーティングなどに利用されている。また、深紫外における透明伝導体の用途の可能性も示されている。

## ナノテクノロジー
酸化ガリウム(III)のナノリボンおよびナノシートはGa0と水を高温で反応させるか、高温にした酸素雰囲気下で窒化ガリウムを蒸発させることによって合成される。熱蒸発反応によって作られた反応物の分析には、X線回折装置 (XRD)や走査型電子顕微鏡 (SEM)、透過型電子顕微鏡 (TEM)、エネルギー分散型X線分析 (EDS)などが用いられる。これらの分析結果より反応物は灰色の綿状構造であることが示された。SEMによって反応物がワイヤー状構造およびシート状構造であることを示し、TEM写真は酸化ガリウム(III)がリボン状構造であることが確認された。酸化ガリウム(III)のナノリボンおよびナノシート構造は純粋な単結晶であり、構造のずれは見られなかった。
ナノリボンおよびナノシートの構造（すなわち波状のシート構造）は、結晶成長がVLSメソッド (en:Vapor-liquid-solid method)、VSメソッド (Vapor-solid method)による動力学的な成長であることを示している。VLSおよびVSはナノワイヤーの一般的な結晶成長機構である。VLSメソッドでは自然な触媒支援プロセスによって金属粒子がワイヤーの成長に寄与することで触媒活性サイトを形成し、VSメソッドでは高温の酸化物蒸気が基質の低温部位に蒸着されてリボン状のナノ構造を形成する。

## 光学的用途
酸化ガリウム(III)の光学的機能を正確に決定するためにはデバイスシミュレーションと原料調整方法の改善が重要である。酸化ガリウム(III)薄膜はガスに敏感な素材として商業的な関心が向けられており、酸化ガリウム(III)ベースのガラスは先端技術に用いられる最高の光学材料の一つである。β-酸化ガリウム(III)の光学機能を決定するためには偏光解析(en:Ellipsometry)が用いられる。
酸化ランタンー酸化ガリウム系ガラスは高屈折率ガラスとしての用途が見込まれていたが、この組成の溶融物は結晶化傾向が非常に強いため、るつぼを使った通常のガラス製造法ではるつぼとの接触面から結晶化が進行してガラス化が不可能だった。
容器界面で起きる結晶化の問題は、るつぼを用いない無容器浮遊法（ガス圧で材料を浮遊させた状態で溶融冷却を行う）の導入により回避でき、2022年に東京大学やニコンが共同で出願した特許文献では無容器浮遊法によって、可視光域における屈折率が1.85-2.25で、紫外線 (370nm) から赤外線 (6μm) までの広い波長に渡って透明なランタン-ガリウム系酸化物ガラスを製造し得ることを報告している。

## 触媒
β-酸化ガリウム(III)は触媒の製造においても非常に重要であり、Ga2O3-Al2O3触媒の合成に必要とされる。この触媒は、硝酸ガリウム(III)の水溶液に酸化アルミニウムを反応させ、393 Kで蒸発乾固させた後に空気中で823 Kで4時間煆焼（化合物の熱分解）させることによって合成される。